# 小行星22402
小行星22402（22402 Goshi）是一颗绕太阳运转的小行星，为主小行星带小行星。该小行星于1995年4月3日发现。
該小行星以發現者中村彰正的兒子Goshi Nakamura命名。

## 轨道参数
小行星22402的轨道半长轴为2.1866474 UA，离心率为0.126。